# Navă de pasageri

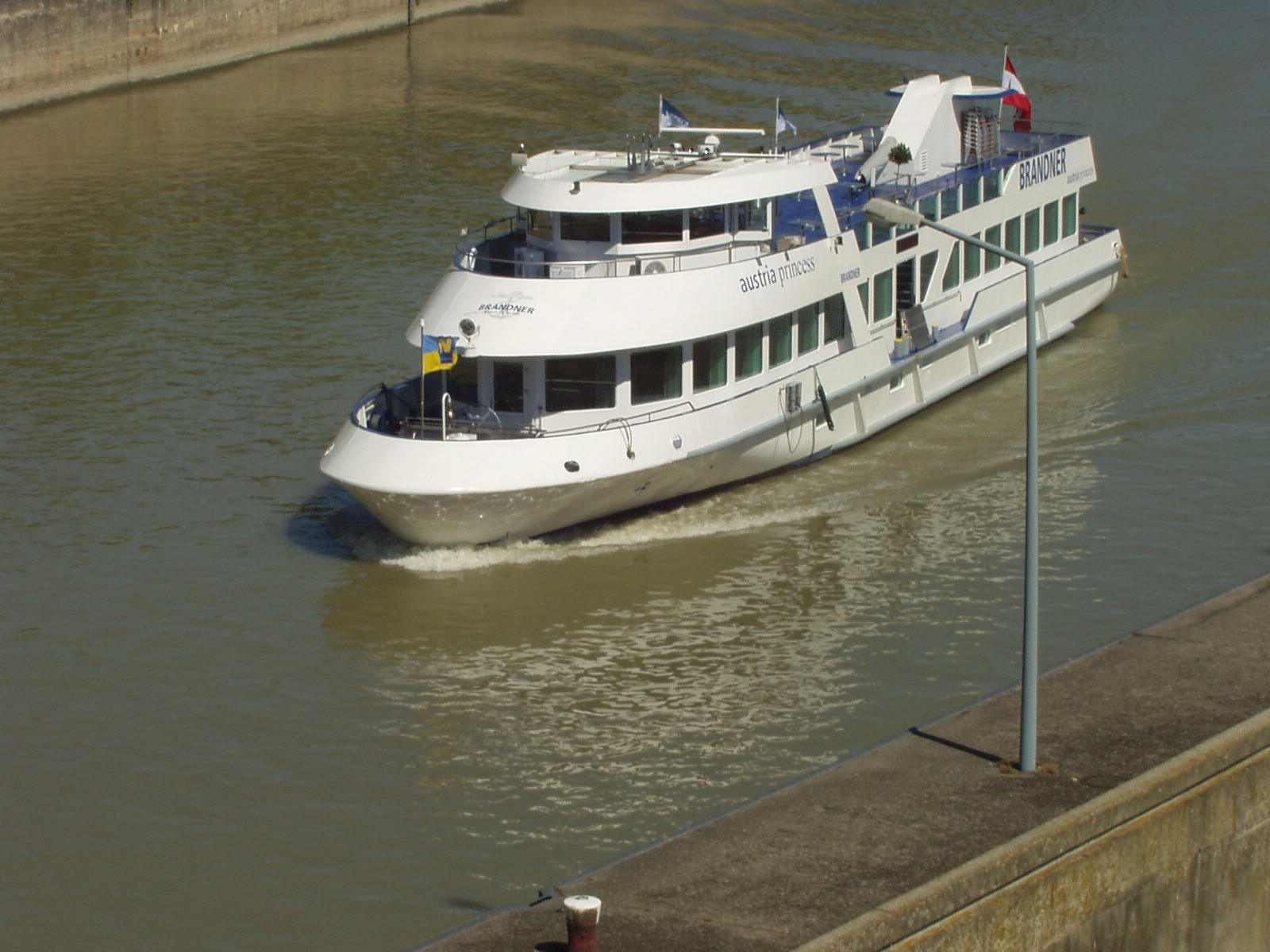
Navă de pasageri fluvială

Nava de pasageri sau pasageră este o navă destinată transportului de călători, colete și scrisori, în general orice altă navă care transportă mai mult de 12 călători.
Din punct de vedere constructiv, navele pasager se caracterizează printr-un număr mare de punți care permit compartimentarea spațiului navei în cât mai multe încăperi cu destinații diferite.

## Tipuri
Se deosebesc două categorii de nave de pasageri: maritime și fluviale.

### Nave de pasageri maritime
Navele de pasageri maritime sunt utilizate pentru transportul pasagerilor și coletelor între porturi situate pe țărmurile mărilor și oceanelor. 
Navele de pasageri maritime se clasifică în: 
- nave de linie (pacheboturi) - care deservesc regulat aceeași cursă între două sau mai multe porturi maritime
- nave de croazieră - utilizate pentru călătorii de agrement; navele de croazieră operează cea mai mare parte pe rute pe care pasagerii revin la portul de plecare astfel încât porturile de escală sunt, de obicei, într-o regiune determinată de un continent

- nave mixte de pasageri și mărfuri.

### Nave de pasageri fluviale
Navele de pasageri fluviale, diferă foarte mult în funcție de țara constructoare, fluviul pe care navighează etc, având următoarele tipuri reprezentative:

#### Navă de linie
Nava fluvială de pasageri de linie sau de cursă lungă are o capacitate de transport de 100...250 pasageri și viteză de 14...17 Nd. Pescajul este redus la 1,5-1,7 m pentru a putea naviga în amonte pe fluvii și afluenții acestora. Aceste nave se disting prin confortul oferit pasagerilor având numeroase amenajări interioare (cabine cu paturi, restaurante, baruri, piscine etc) amplasate pe cele 4-5 punți. 

#### Nave locale
Navele fluviale de pasageri locale sau de cursă scurtă au o capacitate de transport de 100...200 pasageri și viteză de 8...11 Nd. Efectuează transporturi de pasageri între două sau mai multe porturi apropiate cu durată de transport de câteva ore. Din acest motiv aceste nave sunt dotate numai cu saloane de clasa I și II. 

#### Hidrobuze
Hidrobuzul este o navă de dimensiuni mici destinată transportului local de pasageri sau excursii scurte de cca 1 zi pe fluvii, lacuri, sau zonele litorale. Capacitatea de transport este de 30...40 pasageri și viteză de 8...11 Nd. Timoneria este situată într-o suprastructură centrală având câte un salon de o parte și de alta. 

#### Nave de viteză mare
Navele fluviale de pasageri de viteză mare sunt nave speciale cu aripi portante sau cu pernă de aer, având o capacitate de transport de 15...20 pasageri și o viteză de peste 55 Nd.